# لوكاس فارياس
لوكاس فارياس (بالبرتغالية: Lucas Farias‏) (18 أغسطس 1994 بساو باولو في البرازيل - ) هو لاعب كرة قدم برازيلي في مركزي الدفاع والظهير. لعب مع إشتوريل برايا ونادي ساو باولو ونادي ناوتيكو ونادي بوا إيسبورت.

## وصلات خارجية
- لوكاس فارياس على موقع قاعدة بيانات كرة القدم.إي يو (الإنجليزية)
- لوكاس فارياس على موقع Soccerway.com (الإنجليزية)